# En marge des jours
 (mars 2012).
Si vous disposez d'ouvrages ou d'articles de référence ou si vous connaissez des sites web de qualité traitant du thème abordé ici, merci de compléter l'article en donnant les références utiles à sa vérifiabilité et en les liant à la section « Notes et références ».
Pour plus de détails, voir Fiche technique et Distribution.
En marge des jours est un film français réalisé par Emmanuel Finkiel. Adaptation d'un récit autobiographique. Il raconte l’histoire d’amour d’un homme et d’une femme, l'histoire d'un combat. Pour la survie.

## Synopsis
Julie, la petite quarantaine, vit seule avec son fils de six ans, très occupée par un travail qui l'absorbe entièrement, quand un jour, pendant un déplacement professionnel, elle rencontre Claude, marié et père de deux enfants. En quelques semaines, se noue une passion amoureuse, tardive et ravageuse, qui les conduira à tout quitter pour vivre ensemble. Partir loin de Paris, construire à deux une nouvelle vie, une nouvelle maison, un nouveau départ.

## Fiche technique
- Titre : En marge des jours
- Réalisation : Emmanuel Finkiel
- Production : 13 Production
- Année de production : 2007
- Pays d'origine :  France

## Distribution
- Michèle Laroque : Julie
- Wladimir Yordanoff : Claude
- Dominique Reymond : Sandrine
- Maurice Chevit : Simon
- Alain Beigel : Serge
- Anna Gaylor : Jeanne
- Ruben Zerbib : Vincent
- Sarah Stern : Marie
- Lara Levy : Laetitia
- César Del Giudice : Rémy
- Emmanuel Finkiel : Pierre